# Фобело
Фобѐло (на италиански: Fobello; на пиемонтски: Fobèl, Фобел) е село и община в Северна Италия, провинция Верчели, регион Пиемонт. Разположено е на 880 m надморска височина. Населението на общината е 220 души (към 2010 г.).